# Шигаево (Апастовский район)
Шигаево — село в Апастовском районе Татарстана. Входит в состав Сатламышевского сельского поселения.

## География
Находится в западной части Татарстана на расстоянии приблизительно 17 км на север от районного центра посёлка Апастово у железнодорожной линии Ульяновск-Свияжск.

## История
Основано во второй половине XVII века. 
По сведениям переписи 1897 года, в деревне Шигаева Свижского уезда Казанской губернии проживали 745 человек (369 мужчин, 376 женщин), все мусульмане.
В начале XX века действовала мечеть.

## Население
Постоянных жителей было в 1782 — 58 душ мужского пола, в 1859 — 376, в 1897 — 780, в 1908 — 877, в 1920 — 837, в 1926 — 852, в 1938 — 816, в 1949 — 502, в 1958 — 451, в 1970 — 500, в 1979 — 408, в 1989 — 279. Постоянное население составляло 321 человек (татары 99 %) в 2002 году, 286 — в 2010.